# Judenhut (montagne)
Pour l’article homonyme, voir Chapeau juif.
Le Judenhut est un sommet du massif des Vosges culminant à 1 250 mètres d'altitude. Cette montagne est située sur la commune de Murbach dans le Haut-Rhin. Le sommet se trouve au nord-est du Grand Ballon.